# Flottemanville
Flottemanville település Franciaországban, Manche megyében. Lakosainak száma 227 fő (2022. január 1.). Flottemanville Colomby, Hémevez, Huberville, Lieusaint, Sortosville, Urville és Valognes községekkel határos.

## Népesség
A település népességének változása:
| Lakosok száma | 184  | 149  | 181  | 201  | 190  | 184  | 196  | 218  | 219  | 227  |
|               | 1968 | 1982 | 1990 | 2006 | 2013 | 2015 | 2017 | 2019 | 2020 | 2022 |